# Henry Duey
Henry Duey (né le 1er mai 1908 à Chicago et mort le 13 février 1993 à Chipley) est un haltérophile américain.

## Palmarès

### Jeux olympiques
- Los Angeles 1932
  -  Médaille de bronze en moins de 82,5 kg[1].